# Saki Nakajima
Pour l’article homonyme, voir Saki Nakajima (seiyū).
Saki Nakajima (中島早貴, Nakajima Saki, née le 5 février 1994 à Saitama au Japon) est une idole japonaise et chanteuse de J-pop faisant partie du groupe °C-ute depuis 2005 au sein du Hello! Project. Elle débute en 2002, sélectionnée avec le Hello! Project Kids. Elle participe aux groupes temporaires H.P. All Stars en 2004, Athena & Robikerottsu en 2007, Petit Moni V et Guardians 4 depuis 2009. Elle fait aussi partie de l'équipe de futsal du H!P Gatas Brilhantes H.P. depuis 2007.
Cute se sépare en juin 2017 ; Nakajima est alors transférée le mois suivant du Hello! Project au M-line club où elle continue sa carrière, comme trois autres membres du groupe.

## Groupes
Au sein du Hello! Project
- Hello! Project Kids (2002–)
- H.P. All Stars (2004)
- Hello! Project Akagumi (2005)
- °C-ute (2005–)
- Wonderful Hearts (2006–2009)
- Athena & Robikerottsu (2007–2008)
- Guardians 4 (2009–2010)
- Petitmoni V (2009)
- Ganbarō Nippon Ai wa Katsu Singers (2011)
- Bekimasu (2011)
- Hello! Project Mobekimasu (2011)
- DIY♡ (2012)
- Cat's Eye 7 (2012)
- Plumeria, renommé HI-FIN (2013)

## Discographie

### Avec °C-ute
Albums
- 25 octobre 2006 : Cutie Queen Vol. 1
- 18 avril 2007 : 2 Mini ~Ikiru to Iu Chikara~
- 12 mars 2008 : 3rd ~Love Escalation!~
- 28 janvier 2009 : 4 Akogare My Star
- 18 novembre 2009 : Cute Nan Desu! Zen Single Atsumechaimashita! 1
- 24 février 2010 : Shocking 5
- 6 avril 2011 : Chō Wonderful 6
- 8 février 2012 : Dai Nana Shō Utsukushikutte Gomen ne
- 21 novembre 2012 : 2 °C-ute Shinsei Naru Best Album
- 4 septembre 2013 : 8 Queen of J-Pop
- 23 décembre 2015 : Cmaj9
- 3 mai 2017 : Complete Single Collection

Singles
- 6 mai 2006 : Massara Blue Jeans
- 3 juin 2006 : Soku Dakishimete
- 9 juillet 2006 : Ōkina Ai de Motenashite
- 29 juillet 2006 : Wakkyanai (Z)
- 21 février 2007 : Sakura Chirari
- 11 juillet 2007 : Meguru Koi no Kisetsu
- 17 octobre 2007 : Tokaikko Junjō
- 27 février 2008 : Lalala Shiawase no Uta
- 20 mars 2008 : Koero! Rakuten Eagles
- 23 avril 2008 : Namida no Iro
- 30 juillet 2008 : Edo no Temari Uta II
- 26 novembre 2008 : 'Forever Love
- 15 avril 2009 : Bye Bye Bye!
- 1er juillet 2009 : Shochū Omimai Mōshiagemasu
- 16 septembre 2009 : Everyday Zekkōchō!!
- 6 janvier 2010 : Shock!
- 28 avril 2010 : Campus Life ~Umarete Kite Yokatta~
- 25 août 2010 : Dance de Bakōn!
- 13 octobre 2010 : Akuma de Cute na Seishun Graffiti
- 1er décembre 2010 : Aitai Lonely Christmas
- 23 février 2011 : Kiss Me Aishiteru
- 25 mai 2011 : Momoiro Sparkling
- 7 septembre 2011 : Sekaiichi Happy na Onna no Ko
- 18 avril 2012 : Kimi wa Jitensha Watashi wa Densha de Kitaku
- 5 septembre 2012 : Aitai Aitai Aitai na
- 6 février 2013 : Kono Machi
- 3 avril 2013 : Crazy Kanzen na Otona
- 10 juillet 2013 : Kanashiki Amefuri / Adam to Eve no Dilemma
- 6 novembre 2013 : Tokai no Hitorigurashi / Aitte Motto Zanshin
- 5 mars 2014 : Kokoro no Sakebi o Uta ni Shitemita / Love Take It All
- 16 juillet 2014 : The Power / Kanashiki Heaven (Single Version)
- 19 novembre 2014 : I Miss You / The Future
- 1er avril 2015 : The Middle Management ~Josei Chūkan Kanrishoku~ / Gamusha Life / Tsugi no Kado wo Magare
- 28 octobre 2015 : Arigatō ~Mugen no Yell~ / Arashi wo Okosunda Exciting Fight!
- 20 avril 2016 : Jinsei wa Step / Hito wa Naze Arasoun Darō / Summer Wind
- 2 novembre 2016 : Mugen Climax / Ai wa Maru de Seidenki / Singing ~Ano Koro no You ni~
- 29 mars 2017 : To Tomorrow / Final Squall / The Curtain Rises

### Autres participations
Singles
- 1er décembre 2004 : All for One & One for All! (avec H.P. All Stars)
- 14 novembre 2007 : Shōri no Big Wave! (avec Athena & Robikerottsu)
- 14 février 2008 : Seishun! Love Lunch (avec Athena & Robikerottsu)
- 27 mai 2009 : Omakase Guardian (avec Guardians 4)
- 2 septembre 2009 : School Days (avec Guardians 4)
- 18 novembre 2009 : Party Time / Watashi no Tamago (avec Guardians 4)
- 20 janvier 2010 : Going On! (avec Guardians 4)
- 22 juin 2011 : Ai wa Katsu (avec Ganbarou Nippon Ai wa Katsu Singers)
- 6 août 2011 :  Makeru na Wasshoi! (avec Bekimasu), sortie limitée et ré-éditée le 21 décembre 2011
- 16 novembre 2011 : Busu ni Naranai Tetsugaku (avec Hello! Project Mobekimasu)
- 7 novembre 2012 : Forefore ~Forest For Rest~ / Boys be ambitious! (フォレフォレ~Forest For Rest~) (DIY♡ / Green Fields)
- 7 novembre 2012 : CAT'S♥EYE (avec Cat's Eye 7)
- 7 août 2013 : Lady Mermaid / Eiya-sa! Brother / Kaigan Shisou Danshi (avec Dia Lady, Mellowquad, HI-FIN)

### Autres chansons
- 15 juillet 2009 : Kimi ga Iru Dake de (Chanpuru 1 ~Happy Marriage Song Cover Shū~) du Hello! Project avec Petitmoni V
- 5 novembre 2009 : Pira! Otome no negai (Petit Best 10) du Hello! Project avec Petitmoni V

## Filmographie
Films
- 2002 : Koinu Dan no Monogatari (仔犬ダンの物語?)
- 2010 : Gekijōban Hontoni Atta Kowai Hanashi 3D (劇場版ほんとうにあった怖い話3D?)
- 2011 : Ōsama Game (王様ゲーム?) (Ueda Kana)
- 2012 : Zomvideo (ゾンビデ?)

Dramas
- 2012 : Sūgaku♥Jōshi Gakuen (数学♥女子学園?)

Internet
- 2011 : Michishige Sayumi no "Mobekimasutte Nani??" (道重さゆみの『モベキマスってなに？？』?)

## Divers
Programmes TV
- 2002–2007 : Hello! Morning (ハロー! モーニング?)
- 2007–2008 : Haromoni@ (ハロモニ@?)
- 2008 : Berikyuu! (ベリキュー!?)
- 2008–2009 : Yorosen! (よろセン!?)
- 2010–2011 : Aimai na! (あいまいナ!?)
- 2010–2011 : Bijo Gaku (美女学?)
- 2011– : Bowling Revolution P★League (ボウリング革命 P★League?)
- 2011–2012 : HELLOPRO! TIME (ハロプロ！ＴＩＭＥ?)
- 2011 : Zaki Kami! ~Zakiyama-san to Yukai na Nakamatachi~ (ザキ神っ！～ザキヤマさんとゆかいな仲間たち～?)
- 2012– : Hello! SATOYAMA Life (ハロー！ＳＡＴＯＹＡＭＡライフ?)

DVD
- 5 février 2011 : Hidamari (陽だまり?)
- 27 février 2013 : ??

Comédies musicales et théâtres
- 2009 : Romantic ni Yoroshiku (ロマンチックにヨロシク?)
- 2010 : Fashionable (ファッショナブル?)
- 2011 : 1974 (Ikunayo) (1974(イクナヨ)?)
- 2012 : STRONGER (ストロンガー?)
- 2012 : Junkers Come Here (ユンカース・カム・ヒア?)
- 2012 : Cat's Eye  (キャッツ・アイ?)

Radio
- 2012– : Nakajima Saki no Kyuuto na Jikan (中島早貴のキュートな時間)

Photobooks
- 9 décembre 2009 : NACKY
- 15 juillet 2011 : W Saki
- 20 février 2013 : Naka-san
- 5 février 2014 : N20

## Liens
- (ja) Fiche officielle avec °C-ute